# Compagnie française d'aviation
Pour les articles homonymes, voir CFA.

L'ancien bâtiment de la Compagnie française d’aviation (CFA) d'Angers construit en 1920, est devenu, depuis 2005, la Maison de l'architecture de Maine-et-Loire.
La Compagnie Française d'Aviation, pour ses façades et toitures, ainsi que le halle d'entrée, fait l’objet d’une inscription au titre des monuments historiques depuis le 23 février 2004. Cela concerne également le jardin-parking sur l'avenue et ses portails de la clôture, ainsi que le monument à René Gasnier.
La Compagnie Française d'Aviation est le témoin encore récent du passé aéronautique d'Angers. Située en bordure du contournement nord de l'A11, entre le quartier des Hauts de Saint Aubin (Capucins / Verneau) et du plateau de la Mayenne, elle constitue un exemple majeur de l'architecture des années 1930.

## Historique

### L'école d'aviation
Après des débuts mitigés, la pratique de l'aviation se construit autour de l'aéroclub de l'Ouest en 1907 et d'une école de pilotage en 1922 qui s'installe dans des baraquements le long de la voie de chemin de fer reliant Angers à Segré. L'enseignement est confié à la Compagnie Française de l'Aviation, entreprise parisienne qui possède plusieurs centres d'entraînement et usines de fabrication d'avions.
De par son succès, les locaux de l'école deviennent rapidement trop étroits. La compagnie décide donc de construire un nouveau bâtiment qui allierait prestige et confort en bordure de la route nationale d'Avrillé.
En 1938, la CFA ouvre ses nouveaux locaux. Quelques mois plus tard en 1940, le bâtiment est occupé par l'armée allemande puis bombardé par les alliés en 1944.
À la fin de la Seconde Guerre mondiale, la réforme de l'enseignement met fin à l'activité de la compagnie, le bâtiment est laissé à l'abandon.
Dans les années 1980 et avec le projet de contournement nord d'Angers par l'autoroute A11, la CFA est promise à la démolition.
Le projet tardant à se réaliser (ndlr : fin des travaux en 2008), le bâtiment est sauvé grâce au CAUE de Maine-et-Loire.
Réhabilité par l'architecte Maxime Ketoff en 2005, il accueille désormais la Maison de l'architecture des territoires et du paysage.

### Le projet architectural
Dans les années 1930, les concours d'architectures étaient principalement réservés aux projets prestigieux. Le concours proposé par la CFA témoigne de l'ambition de l'école.
Aucun texte d'époque qui décrit le programme n'a été retrouvé.
Néanmoins grâce au projet d'Henri Jamard et de Ernest Bricard, nous pouvons reconstituer les principaux souhaits du commanditaire :
- Organisé en deux ailes indépendantes de part et d'autre d'un porche central ouvert.
- Le porche central doit offrir un observatoire privilégié sur l'aérodrome et être accessible par un grand escalier.
- Le rez-de-chaussée est réservé aux salles de cours et aux bureaux de la direction.
- Les étages sont réservés aux dortoirs pour les élèves.
- Les sous-sols sont un espace de stockage.
- La hauteur du bâtiment doit être minime car à proximité d'une piste d'atterrissage.
- Le jardin doit assurer au bâtiment un espace de mise en scène.

#### Le projet retenu
Le projet d'Ernest Bricard fut retenu par la CFA pour construire le nouveau bâtiment. L'architecte angevin a réalisé plusieurs maisons individuelles dans la région. Avec la construction du CFA l'architecte signe ici l'une de ses œuvres les plus monumentales. Partie sur le thème de l'aviation, le bâtiment se veut rigoureux, géométrique et symétrique pour affirmer la puissance du lieu pour une activité symbole de modernité.
Construit en 1938, il se déploie sur une longueur de 97 mètres de façade dans une orientation est-ouest le long de l'avenue Gasnier entre Angers et Avrillé. Un porche central saillant recouvert du sigle CFA est le point central du bâtiment. De part et d'autre deux ailes de deux étages chacune se développent en ressaut sur la façade postérieure. La façade est composée de grandes baies vitrées qui éclairent l'intérieur du bâtiment.
Ernest Bricard emploie ici des techniques classiques de l'architecture moderne à savoir la structure poteaux-poutres en béton et le remplissage par brique.

## Art décoratifs
La Compagnie Française d'Aviation est le témoignage de plusieurs artistes au cours de son histoire et qui en font un lieu d'exception.
Isidore Odorico est le créateur des mosaïques du hall d'entrée (sur fond de cocarde tricolore, le sigle CFA, encadré par l'insigne des pilotes, et huit avions) mais aussi des salles de cours et espace de vie à chaque étage. L'artiste a également exprimé son art par la recherche chromatique et la variété des motifs sur les chevrons ou les escaliers.
René Guilleux a réalisé une sculpture en béton représentant un aviateur hissant le sigle CFA et tenant une hélice, symbole de l'aviation conquérante.
François Dallegret, plasticien franco-canadien, a créé une œuvre qui provoque à chaque passage de véhicule dans le tunnel de l'A11 l'allumage d'un trait lumineux sur la façade du bâtiment d' est en ouest ou d' ouest en est suivant le passage Paris-province ou province-Paris. Il s'agit là d'un clin d’œil qu'offre le bâtiment voué à la destruction après les premiers plans du passage de l'A11.
Les Zonnards, mouvement collectif artistique, ont créé une sculpture de deux mètres de haut représentant la tour Eiffel. Cette sculpture a été offerte comme cadeau à la Maison de l'architecture pour remerciement des actions menées en faveur de la conservation des œuvres.